# Каррара, Марсилио I да
Марсилио да Каррара (Marsilio da Carrara) (1294 — март 1338) — сеньор Падуи (1337—1338), кондотьер. Сын Пьетро Каррара (ум. 1334), ректора Беллуно,  - брата Якопо I да Каррара, сеньора Падуи в 1319-1319 гг.

## Биография
В 1327 году был вынужден бежать из Падуи, власть в которой захватил Кангранде делла Скала. 
Помирился со Скалигерами, когда при его посредничестве дочь Якопо I — Таддеа да Каррара в 1328 г. вышла замуж за Мастино II делла Скала - наследника Кангранде. А Падуя стала чем-то вроде её приданого.
В начале 1332 года Марсилио да Каррара во главе армии Скалигеров осадил Брешу, и когда город сдался, был назначен его подеста.
В 1337 году, после поражения Мастино II делла Скала в войне с лигой североитальянских городов, Марсилио с помощью венецианцев и флорентийцев восстановил власть рода Каррара в Падуе.
В следующем году он умер. Ему наследовал сначала некий Альберто да Каррара, а с 1339 г. - Убертино да Каррара.
По некоторым данным, Марсилио да Каррара был женат на Бартоломеа Скровеньи и в 1332 г. приказал её отравить, обвинив в супружеской измене.